# 齐子
齐子（?—?），中国春秋时期卫国的公子。卫昭伯之子，卫宣公之孙，卫戴公、卫文公的哥哥。
齐僖公把女儿宣姜许配给卫国的太子急子，但宣姜被急子的父亲卫宣公立为夫人。前700年，卫宣公死后，宣姜所生的儿子卫惠公即位。齐国因卫惠公年少，强迫宣姜嫁给了卫宣公的另一个儿子昭伯顽，宣姜为昭伯顽生下三子二女：齐子、卫戴公、卫文公、宋桓夫人、许穆夫人。齐子早亡，是卫国齐氏的始祖。后代有齐恶、齐豹父子。